# ۹۳۶ (میلادی)
۹۳۶ (میلادی) نهصد و سی و ششمین سال تقویم میلادی است.

## رویدادها
- وحدت آخرین سه امپراتوری کره و تاسیس گوریو توسط وانگ گون ( تائجو )

## درگذشتگان
‎